# Mallika Srinivasan
Mallika Srinivasan é a Chairman e CEO da Tractors and Farm Equipment Limited, empresa de tratores da Índia. Em 2011, ela foi eleita a empreededora do ano pela Ernst and Young; premiada a Liderança Feminina do ano pela Forbes India; reconhecida pela Forbes Asia como uma das 50 maiores executivas da Ásia e a segunda executiva mais influentes da Índia pela Fortune India e noemada entre as seis mulheres mais poderosas da Índia Inc. pela Business Today.
Em 2016, foi incluída na lista de 100 mulheres mais inspiradoras e influentes pela BBC.